# Abu Qais ibn al-Aslat
Abu Qais ibn al-Aslat oder Abu Qays b. al-Aslat (arabisch أبو قيس بن الأسلت, DMG Abū Qais b. al-Aslat; gest. 622) war einer der Muchadram-Dichter in der arabischen Literatur. Mit anderen Worten, er hat vor dem Islam gelebt und seine ersten Jahre miterlebt.

## Leben
Abu Qays b. al-Aslat verbrachte die meiste Zeit seines Lebens vor dem Islam. Der Name des Dichters ist nicht genau bekannt. Andererseits wird berichtet, dass sein Name Sayfi, al-Harith oder Abdullah sein könnte. Er war einer der Anführer des Aus-Stammes. Es wird berichtet, dass er seinen Stamm in der Schlacht von Bu'ath anführte. Es gibt einige schwache Überlieferungen, die darauf hindeuten, dass er vor seinem Tod Muslim wurde. Die Daten, die darauf hinweisen, dass der Dichter starb, ohne zum Islam zu konvertieren, werden jedoch als genauer angesehen. Der Dichter hingegen war wahrscheinlich ein vorislamischer Hanīf.